# Alan Thompson
Alan Thompson é um nadador australiano.
É o treinador da equipe de natação australiana desde Janeiro de 2005, depois da resignação de Leigh Nugent, a seguir às Olimpíadas de Atenas de 2004.